# 이시은 (배우)
이시은(1970년 11월 19일 ~ )은 대한민국의 배우이다.

## 학력
- 금란여자고등학교 (졸업)
- 서울예술전문대학 영화과 전문학사 (졸업)

## 주요 이력
1970년 서울에서 태어나 충청남도 대전시에서 유아기를 보냈으며, 1989년 현대예술극단에 입단하여 연극배우로서 활동을 해오다 1993년 MBC(당시 MBC 문화방송) 22기 공채 탤런트로 브라운관에 데뷔하였다.
특히 KBS 이혼 법정 단막극《부부클리닉 사랑과 전쟁》의 1기 방영 초창기부터 중반까지 여러 에피소드의 주연으로 출연하며 연기력 호평과 더불어 큰 인지도를 갖게 되는 계기가 된다.
2003년에는 영화《오! 해피 데이》에 출연하며 스크린에도 데뷔하였다.

## 출연 작품

### 연극
- 1989년 《딸부잣집》 ... 이일란 역(주연)
- 1991년 《갯마을》 ... 순임 역(주연)
- 1992년 《기쁜 우리 젊은 날》 ... 왕혜린 역(주연)
- 1993년 《약한 자의 슬픔》 ... 엘리자베스 역(주연)
- 2018년 《쥐덫》... 몰리 역[2]

### 드라마
- 1993년 MBC 일요아침드라마 《한지붕 세 가족》
- 1993년 MBC 미니시리즈 《파일럿》
- 1993년 MBC 청소년드라마 《사춘기》
- 1994년 MBC 대하드라마 《야망》
- 1994년 MBC 미니시리즈 《마지막 승부》
- 1994년 MBC 금요 단막극 《베스트극장》 주연
- 1994년 MBC 특집드라마 《거인의 손》주연
- 1994년 MBC 아침드라마 《천국의 나그네》 주연
- 1994년 MBC 미니시리즈 《도전》 주연
- 1994년 KBS 주말연속극 《딸부잣집》
- 1995년 SBS 특집드라마 《60%의 사랑》
- 1995년 MBC 대하드라마 《제4공화국》
- 1995년 KBS 대하드라마 《찬란한 여명》 ... 귀인 장씨 역
- 1996년 MBC 아침드라마 《달콤한 인생》
- 1997년 MBC 일일연속극 《세 번째 남자》
- 1997년 SBS 월화 드라마 《사랑하니까》
- 1998년 MBC 미니시리즈 《사랑》
- 1998년 MBC 미니시리즈 《추억》
- 1999년 MBC 금요드라마 《육남매》
- 1999년 MBC 주말연속극 《장미와 콩나물》
- 2000년 KBS 주간 단막극 《부부클리닉 사랑과 전쟁》 주연
- 2000년 MBC 월요 시트콤 《세 친구》
- 2001년 MBC 농촌드라마 《전원일기》
- 2002년 SBS 주말극장 《그 여자 사람잡네》
- 2002년 MBC 주말연속극 《그대를 알고부터》
- 2003년 EBS1 주간 드라마 《역사극장》
- 2003년 EBS1 청소년 드라마 《TV로 보는 원작동화》
- 2003년 MBC 주말연속극 《죽도록 사랑해》
- 2004년 MBC 아침드라마 《열정》
- 2005년 KBS 아침드라마 《걱정하지마》
- 2005년 MBC 주말연속극 《결혼합시다》
- 2006년 MBC 수목 미니시리즈 《궁》
- 2007년 MBC 드라마 《아현동 마님》
- 2008년 SBS 아침드라마《난 네게 반했어》
- 2011년 KBS 주간 단막극 《부부클리닉 사랑과 전쟁 2》주연
- 2014년 SBS 2부작 특집드라마 《엄마의 선택》
- 2024년 KBS2 일일드라마 《스캔들》 - 이선애 역

### 영화
- 2003년 《오! 해피 데이》
- 2008년 《사랑과 전쟁: 열두번째 남자》

### 방송출연
- 2003년 KBS 《가족오락관》
- 2006년 KBS 《비타민》
- 2007년 KBS 《여유만만》
- 2009년 SBS 《도전 1000곡》
- 2010년 SBS 《스타 주니어 쇼 붕어빵》
- 2010년 SBS 《스타 부부 쇼 자기야》
- 2011년 KBS 《6시 내 고향》
- 2011년 MBC 《기분 좋은 날》
- 2012년 채널A 《웰컴 투 시월드》
- 2013년 JTBC 《고부스캔들》
- 2013년 채널A 《부부극장 콩깍지》
- 2013년 MBN <가족삼국지>
- 2013년 KBS <해피투게더>
- 2014년 JTBC 《집밥의 여왕》
- 2014년 EBS 《부모 광장》
- 2014년 KBS 《출발 드림팀 시즌 2》
- 2015년 EBS 《토크 쇼 부모 놀라운 데이터》
- 2015년 EBS 《토크 쇼 부모 고수다》
- 2016년 MBN <활기찬주말 해피라이프>
- 2016년 SBS <좋은아침>
- 2017년 KBS <여유만만>
- 2018년 JTBC <TV정보쇼 알짜왕>
- 2018년 MBN <속풀이쇼 동치미>
- 2019년 tv조선 <정보쇼 알맹이>
- 2019년 채널A <닥터 지바고>
- 2019년 JTBC <오늘,굿데이>
- 2019년 SBS <생방송투데이>
- 2020년 tv조선<기적의습관>
- 2020년 tv조선<건강면세점>
- 2021년 JTBC <뉴체인지>
- 2022년 JTBC <부부의발견배우자>
- 2022년 CTS 기독교방송 <내가매일기쁘게>

※2023 mbn  <한번더체크타임>
※2023 sbs  <좋은아침>
※2023 mbc  <기분좋은날>
※2023 cts  <위대한유산> 진행
※2023 tv조선 <건강면세점>
※2023 kbs  <아침마당>
°2024  tvn 프리한닥터
°2024  채널A 28청춘
°2024  kbs 아침마당
°2024  tv조선 알맹이

### 라디오
- 2015년 EBS FM 《책 읽는 라디오 낭독 시리즈》